# جوانمردآباد (مقاطعة دهغلان)
جوانمردآباد (بالفارسية: جوانمردآباد) هي قرية تقع في Bolbanabad District في إيران. يقدر عدد سكانها بـ 240 نسمة بحسب إحصاء 2016.